# Harúdž
Harúdž (arabsky هروج‎, tj. výron, výtok) je velké vulkanické pole o rozloze 42 až 45 000 čtverečních kilometrů ve střední Libyi. Je jedním z několika vulkanických polí v této zemi a společně s pohořím Tibesti je jeho původ připisován účinkům geologických zlomů v zemské kůře.
Nachází se zde přibližně 150 sopek, včetně četných čedičových kuželů, a asi 30 malých štítových sopek, spolu s krátery a lávovými proudy. Většina pole je pokryta lávovými proudy, které vznikly v trhlinách v zemské kůře; zbytek lávových toků pochází z malých štítových sopek, stratovulkánů a struskových kuželů. Některé z těchto průduchů mají velké krátery. Vulkanismus v Charúdži zablokoval starověké řeky a vedl k vytvoření jezera Megafezzan.
Sopečná činnost v Harúdži začala asi před 6 miliony let a pokračovala až do pozdního pleistocénu. V sopečném poli Harúdž existuje řada generací lávových proudů, nejnovější proudy z holocénu z doby před 2310 ± 810 lety. Existují zprávy o aktivitě fumarol.

## Geografie a geomorfologie
Harúdž se nachází ve střední Libyi a jeho nejvyšším vrcholem je Garet es Sebaa (Qarat-al-Sab'ah) o nadmořské výšce 1200 metrů. Jeho sopečný původ byl poprvé zjištěn v roce 1797 a v té době měl pověst obtížně přístupného místa kvůli své odlehlosti a těžko přístupnému terénu, a proto se mu průzkumníci a objevitelé vyhýbali. Nejbližší město al-Foqahá se nachází 15 kilometrů severozápadně od okraje Charúdže, ropná naleziště se nachází směrem na sever.
Lávové pole je výškově malo členité, tvořené skalami vulkanického původu a je přerušované sopečnými kužely, pokrývají plochu 42 až 45 000 čtverečních kilometrů, což z něj činí největší z čedičových vulkanických polí severní Afriky. Pozůstatky erupcí mají ve středu Charúdže tloušťku 300 až 400 metrů a vyskytují se ve formě naskládaných lávových proudů, celkový objem vulkanických hornin byl odhadnut na asi 5000 kubických kilometrů. Pole al-Harúdž al-aswad (Černý výron) v severní části Charúdže a al-Harúdž al-abjaz (Bílý výron) na jihu jsou považovány za části hlavního vulkanického pole Harúdže, Aswad má mnohem větší rozlohu než pole Abjad, nebo je možná tvořeno dvěma samostatnými sopkami, které se začaly vzájemně překrývat během pliocénu.
Starší lávové proudy jsou zcela zploštělé erozí, zatímco novější stále vykazují čerstvé povrchové struktury a některé lávové proudy ještě nedávno vytékaly z hor do okolní krajiny. Povrchové útvary zahrnují jak typ lávy aa, tak typ pahoehoe, a zahrnují v sobě lávové kanály, lávové tunely a praskliny v hromadící se lávě (tumuly). Sopečné horniny zde nemají velkou tloušťku, klesá ze 145 metrů ve středu na několik metrů na okrajích, a tak lze mezi lávovými proudy často spatřit podložní sedimentární horniny.

### Trhliny
Zdá se, že většina láv pochází z trhlin v zemské kůře vzniklých vlivem dajk a tektonických zlomů. Kromě toho se zde nachází asi 150 jednotlivých vulkanických masivů a více menších sopečných kuželů, z nichž mnohé tvoří řady kuželů a někdy mají velké krátery, které se vyskytují především v části al-Harúdž al-abjaz. Krátery v Harúdži mají podobu hlubokých jam se strmými stěnami, stejně jako i širokých a mělkých prohlubní, které jsou často vyplněny materiálem erodovaným z jejich boků. Freatomagmatické procesy vyvolané interakcí podzemní vody se stoupajícím magmatem daly vzniknout některým z těchto velkých kráterů, zatímco jiné vznikly, když lávová jezera odtekla mezerami v jejich okrajích. Stejně jako u puklinových průduchů je poloha jednotlivých kuželů a masivů dána podzemními puklinami a často odrážejí aktivitu dajk a některé kužely byly aktivní i vícekrát.
V Harúdži se nachází přibližně 30 štítových sopek s relativními výškami 100 až 400 metrů, jako například Umm el Garanigh a Umm el Glaa, a menší stratovulkány s výškami 80 až 250 metrů, jako je Garet el Graabia v lávovém poli; některé stratovulkány se nacházejí na štítových sopkách. Sypané kužele se skládají z lapilli, lávových bomb a tufů s pyroklastickým materiálem uloženým na okrajích kráteru. Tvorba sypaných kuželů byla občas doprovázena subpliniovskými erupcemi, které ukládaly tefru na velké plochy.

## Hydrologie
Malé prohlubně v lávových polích obsahují občasná jezera naplněná jílem a v částech lávového pole se vyvinula říční síť, která občas na jaře přiváděla vodu. Některé krátery vykazují důkazy bývalých a občasných sopečných jezer. Počínaje koncem miocénu růst sopečného pole blokoval již existující drenáže a jihozápadně od Harúdže vytvořil uzavřenou pánev, která byla vyplněna jezerem Megafezzan, a je možné, že jezero přes sopečná pole občas přetékalo.

## Geologie
Charúdž se nenachází blízko hranice zemských desek. Jeho vulkanismus, obdobně jako u jiných afrických vulkanických polí, která se nacházejí na povrchu zemské kůry, se dá vysvětlit přítomností horkých skvrn, ale v případě Harúdže je plášťový chochol považován za nepravděpodobný. Alternativně může být vulkanismus v Harúdži důsledkem průniku tří geologických struktur paleozoického až třetihorního stáří a tání mělkého pláště nebo riftingového procesu v pánvi Syrty. Někdy je za součást sopečného pole považován Wau an-Namus, další vulkanická pole v Libyi jsou Gharyan, Gabal as-Sawada, Gabal Nuqay a Tibesti, z nichž některá patří do dlouhé linie známé jako Tibestská linie. Vulkanismus se postupem času posunul na jih, ačkoli novější snahy o radiometrické datování naznačují, že sopečná aktivita zde z geologického hlediska probíhala ještě v nedávné době.
Sopečné pole má tloušťku 250 až 530 metrů, třetihorní povrch se vyskytuje mezi paleozoickými až třetihorními pánvemi Murzuk a Syrta; záliv Velká Syrta během miocénu zasahoval do pohoří Harúdž. Řada vln a tektonických linií, z nichž některé se nacházejí na okrajích mezi geologickými krami, charakterizuje horniny pod lávami Harúdže, které ovlivnily umístění sopečných průduchů. Horninový pokryv je eocenního až oligocenního stáří a skládá se ze slepence, dolomitu, vápence, opuky a pískovce, známého jako formace Bishimah; tam, kde jsou lávy Harúdže řidší, tvoří často bílé výběžky.

### Složení láv
Erupce v Harúdži vytvořily relativně jednotné vulkanické horniny sestávající z olivinického čediče, který tvoří tholeitický až alkalický čedič; alkalické bazalty byly původně interpretovány jako hawaiit. Minerály obsažené ve vulkanických horninách zahrnují klinopyroxen, olivín, plagioklas a titanomagnetit, sekundárně také kalcit, iddingsit, hadec a zeolit. Na základě kompozičních rozdílů byly vulkanické horniny rozděleny magmatity staršího a mladšího původu.
Na některých místech v severním Harúdži byl nalezen upravený čedič, který je hustý a jehož olivín byl přeměněn na iddingsit. Lávy obsahují inkluze kamenného materiálu, pyroxen, peridotit a lherzolit. Chybí fonolit a trachyt. Magma vzniklo v hloubce 70 až 74 kilometrů.

## Historie erupcí
Nejstarší vulkanické horniny v Harúdži nejsou starší než pliocén, i když se předpokládá přítomnost pohřbených miocenních lávových proudů v severním části Harúdže. Nejstarší erupce byly datovány buď jako 6,4 milionu let staré nebo z pozdního pliocénu, původně se však předpokládalo, že aktivita pokračovala do pozdního pleistocénu; Wau an-Namus může být starý 200 tisíc let. Většina lávového pole je mladší než 2,2 miliony let, zdá se, že produkce láv postupem času klesala. Některé erupce mohly být dostatečně velké, aby ovlivnily okolní životní prostředí.
Sopečná aktivita v Harúdži je rozdělena do různých fází, včetně jednoho šestigeneračního schématu a čtyřtřídního schématu založeného na složení a věku. Radiometrické datování stanovilo nejstarší generaci lávových proudů původ v pozdním pozdním pliocénu a stáří zjištěné paleomagnetickou analýzou je v souladu se stářím stanoveným na základě stupně eroze proudů. Nejstarší generace lávových proudů tvoří většinu pole a byla až na výjimky zcela zploštělá erozí. Již existující údolí ovlivnila umístění lávových proudů nejstarší generace a také druhé nejstarší, i když v menší míře.
Generace přechodného lávového proudu byla s největší pravděpodobností umístěna během pleistocénu. Lávové proudy středního věku se nachází hlavně v centrální části pohoří Harúdž a mají rozpoznatelné formy proudění. Jejich povrchy ztratily původní mikrostruktury a jsou často pokryty velkými bloky.
Nejmladší generace lávových proudů jsou málo erodované, i když je stále lze rozdělit na starší generaci, která ztratila většinu povrchových prvků, a na mladší generaci s čerstvými povrchy. Mladší generace láv je odvozena z data po vlhkém období, které začalo 4 tisíce let před naším letopočtem v neolitu; nejmladší data získaná v lávových proudech jsou z doby 2 310 ± 810 let před naším letopočtem. Před objevením těchto skutečností se vědci domnívali, že vulkanická činnost Charúdže skončila před 100 tisíci lety.
Harúdž může být stále aktivní s ohledem na přítomnost částečné taveniny na dně kůry a seismickou aktivitu Hun Graben. Některá toponyma jako Garet Kibrit (Sirná hora) odkazují na vulkanickou a solfatarickou aktivitu vulkanického pole.

## Podnebí, fauna a flóra

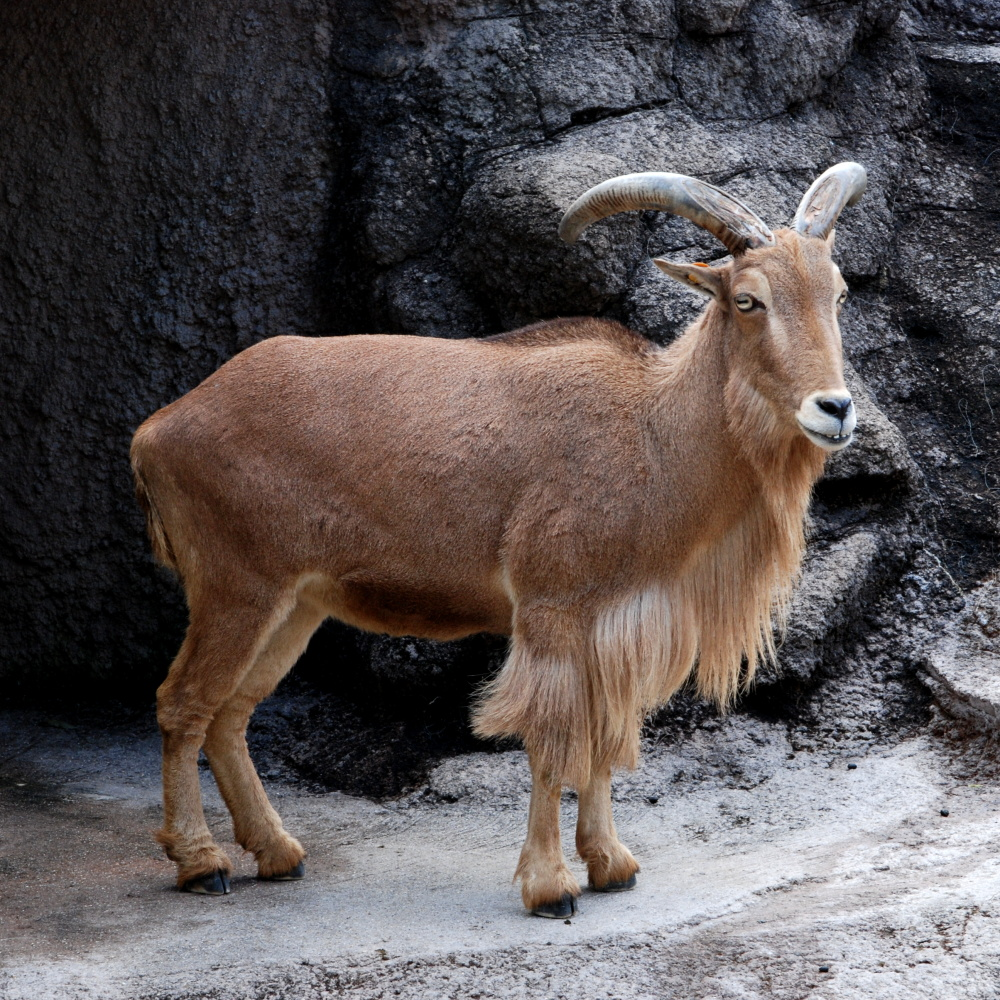
V údolích oblasti žije paovce hřívnatá

Průměrné teploty v Harúdži kolísají mezi 12 °C v lednu až 32 °C v červenci. Vulkanické pole leží v aridním klimatu s ročními srážkami 5 až 25 milimetrů, ale vyšší části hor jsou vlhčí než okolí. Před 6000 lety byla oblast mnohem vlhčí a rozsah Sahary byl přibližně poloviční oproti počátku 21. století.
Vegetace se vyskytuje v suchých údolích. V údolích žijí paovce hřívnatá, ptáci, lišky, gazely a králíci. Harúdž využívají jako pastvinu Arabové z kmene Tubu. Čtyři tisíce let staré petroglyfy nacházející se v Harúdži zobrazují antilopy a dobytek. Byly nalezeny neolitické kamenné zbraně vyrobené z hornin Harúdže a několik mlýnských kamenů objevených v římských městech Leptis Magna a Kyréna skutečně pochází ze zdejšího sopečného pole.